# BMW M56
| M56                            | M56                      |
| ------------------------------ | ------------------------ |
|                                |                          |
| Виробник:                      | BMW                      |
| Марка:                         | M56                      |
| Тип:                           | L6                       |
| Робочий об'єм:                 | 2,5 л (2,494 куб.см) см3 |
| Максимальна потужність:        | 184 к.с. к.с.            |
| Максимальний обертовий момент: | 279 Н⋅м Н·м              |
| Конфігурація:                  | L6                       |
| Циліндрів:                     | 6                        |
| Клапанів:                      | 24                       |
| Хід поршня:                    | 75 мм мм                 |
| Діаметр циліндра:              | 84 мм мм                 |
| Ступінь стиску:                | 10,1:1                   |
| Охолодження:                   | рідинне охолодження      |
| Газорозподільний механізм:     | DOHC з VVT               |
| Матеріал блоку циліндрів:      | Алюміній                 |
| Матеріал ГБЦ:                  | Алюміній                 |
| Тактність (число тактів):      | 4                        |
| Червона зона:                  | 6500 об/хв               |
| Рекомендоване паливо:          | Бензин                   |

BMW M56 — 2,5-літровий 184 сильний (135 кВт) рядний шестициліндровий двигун. Перероблена версія двигуна BMW M54B25, виготовлена відповідно до норм SULV у штатах США до 2006 року. M56 прийшов на зміну BMW N54, який є першим серійним бензиновим двигуном BMW з турбонаддувом.

## Передумови
Оновлений 2,5-літровий двигун під назвою M56B25 випускався з 2002 по 2006 рік. Це були перші автомобілі BMW Super Ultra Low Emission Vehicles (SULEV).
Вихідна потужність M56B25 і продуктивність автомобіля були такими ж, як у порівнянної моделі, оснащеної двигуном M54B25 (тільки для США). Перелічені вище моделі M56 SULEV продавалися в Каліфорнії, Нью-Йорку та Массачусетсі як моделі 2003 року та у Вермонті, починаючи з 2004 модельного року.
Крім того, ці транспортні засоби були сертифіковані як транспортні засоби з частковим нульовим рівнем викидів (PZEV): транспортні засоби відповідають стандарту вихлопних газів SULEV, який становить приблизно 1/5 стандарту ULEV. Транспортні засоби відповідають вимогам щодо нульових викидів випаровування.

## Моделі
З 2003 по 2006 рік — 325iA (E46) седан, купе і спортивний універсал з автоматичною або механічною коробкою передач.

## Ринок
Продажі цієї моделі стартували в 2003 році. E46 SULEV продавався лише в 4 штатах США: Каліфорнії, Нью-Йорку, Массачусетсі та пізніше у 2004 році у Вермонті.

## Технічні характеристики
- Блок HC в системі повітрозабірника:

Витоку вуглеводнів через систему впуску запобігає використання додаткового вугільного фільтра, вбудованого в корпус повітряного фільтра, і "закритого" приводу дросельної заслінки.
- Компоненти паливної системи:

Усі металеві компоненти паливної системи (паливна рампа, форсунки, вентиляційний клапан бака тощо) виготовлені з нержавіючої сталі та скріплені між собою за допомогою з’єднувачів муфтового типу.
- Паливний бак і система вентиляції бака:

Паливний бак, заливна горловина бака і випарна каністра виготовлені з нержавіючої сталі. Як паливний насос, так і паливний фільтр повністю герметичні всередині бензобака, і вимагають повної заміни бензобака, якщо паливний насос або фільтр виходять з ладу.
- Система вентиляції картера:

Клапан вентиляції картера вбудований в алюмінієву кришку головки блоку циліндрів.
- Компоненти системи, які використовуються для досягнення вимог SULEV щодо викидів вихлопної труби:

1. Подвійні нижні каталітичні нейтралізатори
2. Каталізатори «підігріву» – технологія високої щільності клітин
3. Датчики кисню вгорі – широкосмугова технологія
4. Поршні – лише 3 мм вогню
5. VANOS – установіть у фіксоване положення під час запуску для покращеного запуску двигуна
6. Новий стиль паливних форсунок – конструкція з 4 отворами (тиск палива 5 бар)

Система вторинного повітря з датчиком масової витрати вторинного повітря, який використовується для покращеного моніторингу потоку вторинного повітря.
Крім того, моделі SULEV також містять «Систему прямого зменшення озонового шару». Зовнішні теплообмінні поверхні радіатора покриті каталізатором, який зменшує вміст озону в навколишньому повітрі, що проходить через радіатор.

### Галерея BMW M56 SULEV

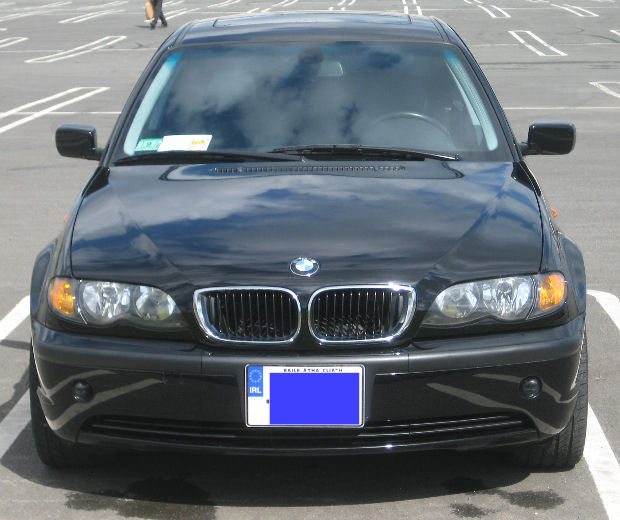
Рідкісний 325i SULEV з двигуном M56, імпортований в Ірландію фізичною особою
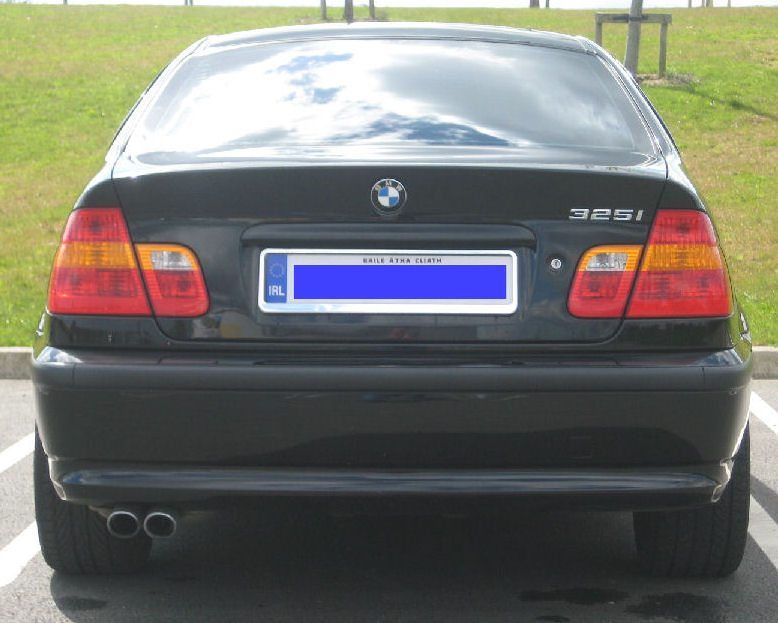
Рідкісний 325i SULEV з двигуном M56, імпортований в Ірландію фізичною особою вид ззаду
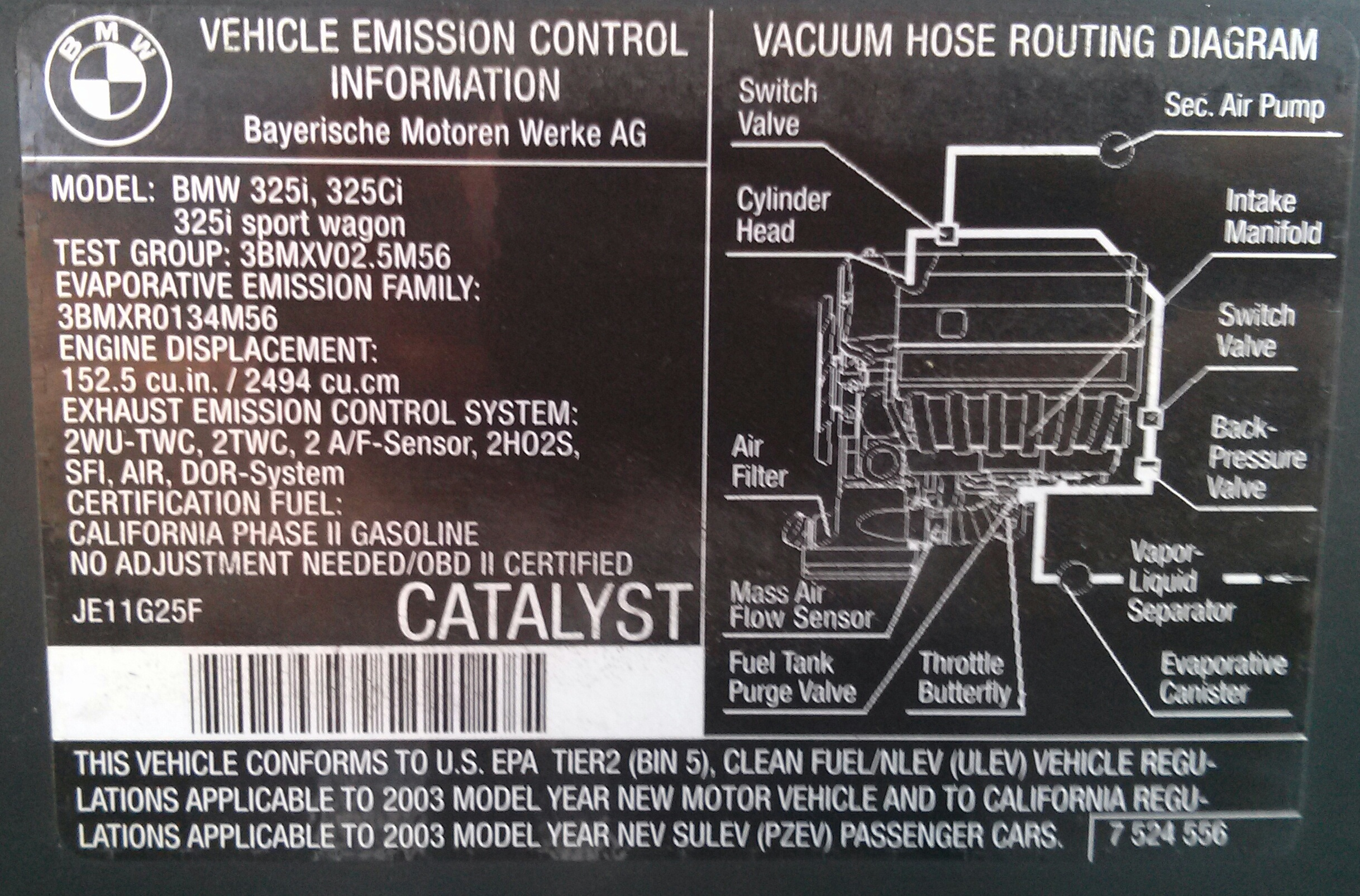
Інформаційна табличка на нижній частині капота E46 SULEV
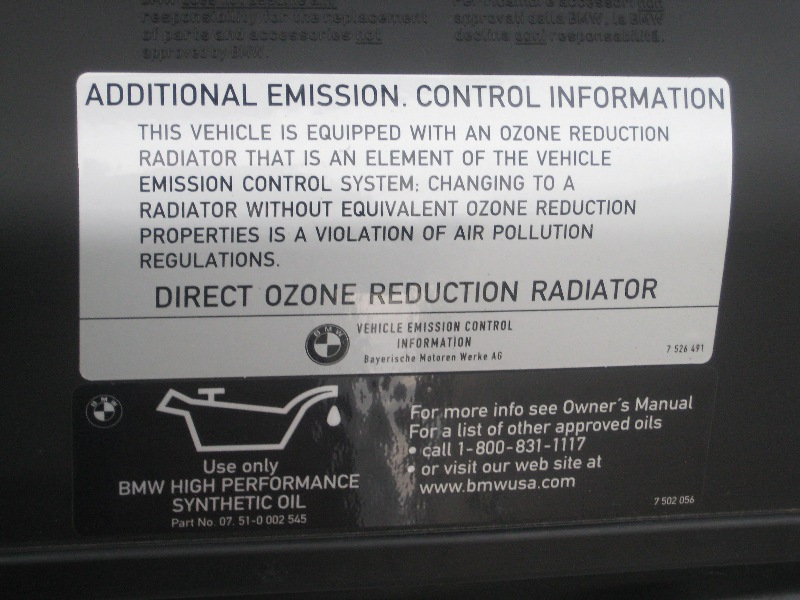
Інформаційна табличка про радіатор SULEV, розташована в передній частині повітрозабірника.